# Duda (hangszer)
A duda több nádnyelves sípot magában foglaló összetett fúvós hangszer, melynek folyamatos levegőpótlásáról egy felfújt tömlő gondoskodik. A tömlője egy légmentesen zárt, bőrből varrott, vagy azt helyettesítő anyagból készült zsák. Leggyakrabban kecske- vagy báránybőrből, néhol kutyabőrből készül. A tüdővel történő levegőbefúvást a duda 'emlője' szolgálja, ami egy fából esztergált csövecske, mely gyakran egy bőrszelepet tartalmaz. A duda mindig nádnyelves sípokat szólaltat meg, mivel az ilyen elven működő hangszerek levegőigénye sokkal kisebb, ugyanakkor hangjuk színesebb, áthatóbb, mint az ajaksípos hangszereké. A legtöbb duda ujjazata megfelel a népi fafúvós hangszerekének, tehát a legmélyebb hang az összes hanglyuk zárt állapotában képezhető, majd az egyre magasabbak úgy, hogy alulról felfelé haladva egyre több lyuk nyílik meg.
A tömlőt a hangszerjátékos a tüdejével vagy fújtató segítségével tölti meg levegővel, az állandó szélnyomást és ezzel a folyamatos hangerősséget karjának szorításával biztosítja. A duda különböző sípjai részben dallamjátékra, részben a folytonosan búgó kísérőhang, a burdon előállítására szolgálnak. A duda az ókortól napjainkig Európában, a Közel-Keleten, Észak-Afrikában elterjedt sokféle felépítésű és elnevezésű dudaszerű hangszer gyűjtőfogalma, szűkebb értelemben a Kárpát-medencében élő népek hangszereinek elnevezése, amely a kelet-európai dudatípusok egyik csoportjának tekinthetők (bővebben: Kontrasípos duda).
A barokk zenében, elsősorban Franciaországban születtek átiratok, szólamok, zeneművek dudára, annak korabeli kifinomult változatára, a musette de courra. A zenetörténet e korszakán azonban maradandóbb nyomot hagyott a duda hangzásának zenekari eszközökkel vagy orgonán való imitálása. Napjainkban könnyűzenei, elsősorban nemzeti és folk-rock zenekarok is használnak dudát. Külföldön többek között a Dropkick Murphys, Magyarországon a Niburta, Romantikus Erőszak és Zuboly számos dalában fordul elő.

## Leírása

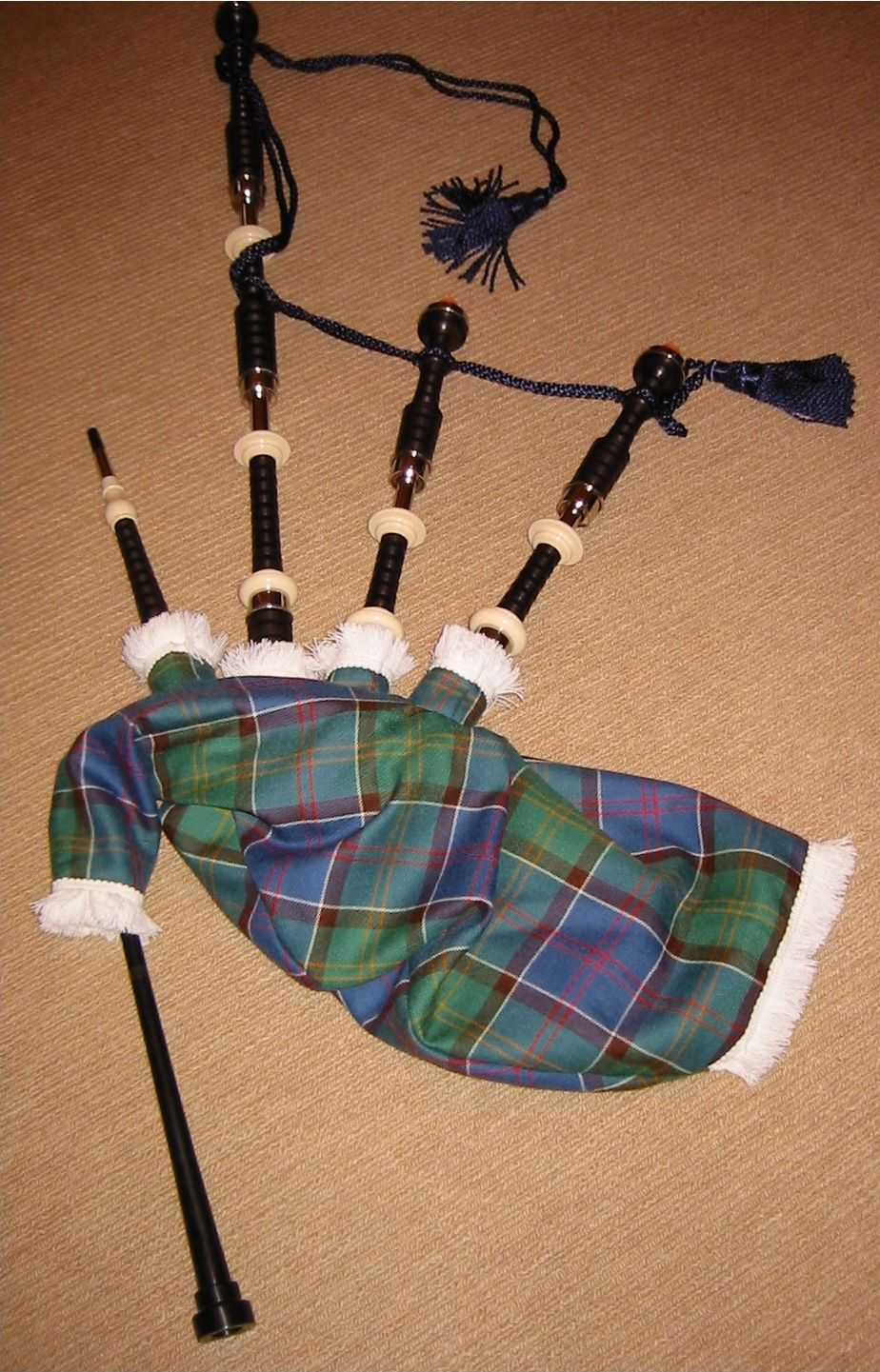
Skót duda felépítése: fent balra a befúvócső, mellette három burdonsíp, alul a dallamsíp

### A tömlő
A duda tömlője egy légmentesen zárt, bőrből varrott, vagy azt helyettesítő anyagból készült zsák. Leggyakrabban kecske- vagy báránybőrből, néhol kutyabőrből készül. A tömlőformát vagy szabásminta alapján varrják össze, vagy egyben nyúzzák le a bőrt, hogy az természetes zsákformát képezzen.
A bőrt vagy sózással, timsó és konyhasó keverékével készítik ki, ilyen módon szőrös tömlő készíthető, vagy mészbe téve lelúgozzák a szőrt, ezután glicerinnel és olajjal kezelve tömítik a pórusokat. A szőrös tömlőt szokás kifordítani, hogy a szőrök befelé álljanak. A tömlő gyakran szövetanyagból varrott külső borítást, öltözéket kap.
A tömlőre épülnek rá a hangszer különböző feladatot ellátó részei, mint az emlő, az esetleges fújtató, a dallamsíp és a burdonsípok. Ezeket az alkatrészeket vagy a bőrzsákon erre a célra vágott nyílásokba illesztett toldalékokhoz csatlakoztatják, vagy pedig a „tömlőre nyúzott” állatbőr természetes módon adódó nyílásait, a nyak, a lábak csonkjait használják e célra.

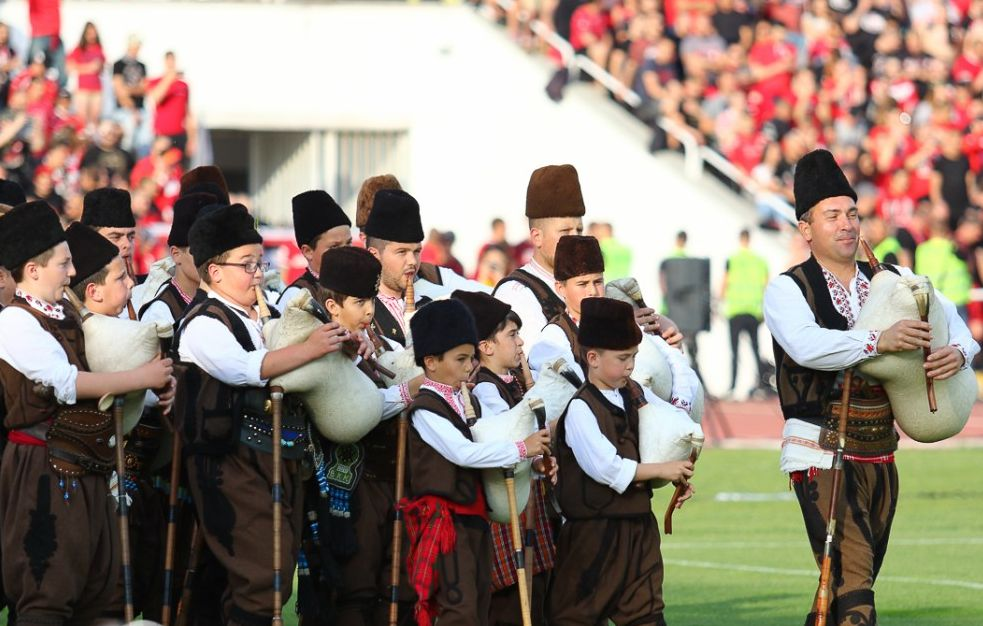
Bolgár dudások népviseletben (Szófia)

### Levegőellátás
A duda emlője egy fából esztergált csövecske, a tüdővel történő levegőbefúvást szolgálja. Gyakran tartalmaz egyszerű bőrszelepet, hogy megakadályozza a levegő visszaáramlását a zenész lélegzetvételekor, ha ez hiányzik, a hangszerjátékos a nyelve hegyével zárja el szükség esetén a befúvónyílást. A 16. századtól kezdve a levegőpótlást sok esetben fújtatóval biztosítják, aminek nemcsak az az előnye, hogy a zenész tüdejét mentesíti a levegőbefúvás munkájától, hanem egyben hűvösebb, szárazabb levegőt adagol a sípokba, ami megbízhatóbbá teszi működésüket, jó hatással van az érzékeny nádak élettartamára. Erre a célra a kovácsfújtatóhoz hasonló eszközt használnak. A dudás ezt a jobb felkarja alá szíjazza, és felsőtestéhez nyomkodva tud vele levegőt pumpálni. A sípok megszólaltatásához szükséges állandó szélnyomást a zenész úgy biztosítja, hogy a tömlőt átkarolja, és állandó erővel magához szorítja.

### Sípok
A duda mindig nádnyelves sípokat szólaltat meg, mivel az ilyen elven működő hangszerek levegőigénye sokkal kisebb, ugyanakkor hangjuk színesebb, áthatóbb, mint az ajaksípos hangszereké, amilyen például a furulya vagy a fuvola.

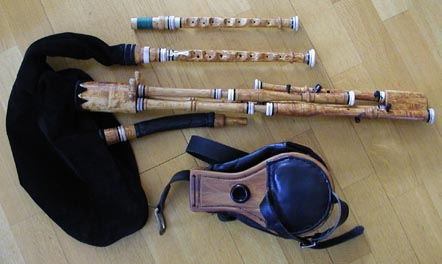
Modern svéd säckpipa fújtatóval

A dallamsíp a dallamjátékra szolgál, testén a fafúvós hangszerekhez hasonlóan hanglyukak, néha billentyűk sorakoznak, ezek segítségével lehet játszani rajta. Hasonlóan a tüdővel fújt nádnyelves hangszerekhez, a duda dallamsípjának fúvókája, hangkeltő alkatrésze is lehet az oboához hasonlóan kettős, vagy a klarinéthez hasonlóan egynyelvű nádsíp. A sípszár furata is e hangszerek felépítésének megfelelően lehet hengeres vagy kúpszerű. Általában jellemző, hogy Észak-Afrikában, a Közel-Keleten, Európa keleti felén – a Kárpát-medencében is – a dudák klarinét-rendszerű dallamsíppal (egyszerű nyelvsíp, hengeres furat) működnek, míg Európa nyugati részén az oboaszerű megoldás (kettős nádnyelves síp, kúpos, ritkábban hengeres furat) az uralkodó.
Egyes dudáknak két dallamsípjuk van, ez néha egyazon sípszárban futó két párhuzamos furat is lehet, két külön sor hanglyukkal. Ilyenkor vagy uniszónóban használatosak, mint a legtöbb arab dudánál, vagy két szólamban, tercelve, szext hangközzel, mint a dél-itáliai zampogna esetében. A magyar duda kettős furatú sípszára egy dallamsípot, „prímet” és egy változtatható hangú burdonszerű sípot, „kontrasípot” foglal magában.
A legtöbb dudának van legalább egy burdonsípja, amely rendszerint a dallamsíp alaphangja alatt egy vagy két oktávval egyfolytában szól. Több burdon esetén az a jellemző, hogy a kisebbek a legmélyebbnek az oktávját, utána duodecimáját szólaltatják meg, a természetes felhangsor törvényei szerint. Szinte mindig hengeres furatú sípszára van, így a nagyon mély burdonhang is viszonylag rövid síppal megvalósítható. Általában egynyelvű nádsíppal rendelkezik. Sokszor több darabból van összecsapolva, hogy a részek szétcsúsztatásával megfelelő pontossággal a dallamsíphoz lehessen hangolni. Egyes dudafajtáknál hangolása a hangnemnek megfelelően előre beállítható, vagy akár játék közben módosítható.

### Ujjazat
A legtöbb duda ujjazata megfelel a népi fafúvós hangszerekének, tehát a legmélyebb hang az összes hanglyuk zárt állapotában képezhető, majd az egyre magasabbak úgy, hogy alulról felfelé haladva egyre több lyuk nyílik meg. Az ilyen ujjazatot nyitott ujjazatnak nevezzük. Ritkán előfordul zárt ujjazat is, ennek lényege ezzel szemben az, hogy minden egyes hanghoz csak az annak megfelelő lyukat kell megnyitni, a többi zárva marad. Előnye, hogy zárt végű síp esetén ha az összes hanglyuk zárva van, a síp elhallgat, tehát szünet, illetve staccato játék is megvalósítható rajta.

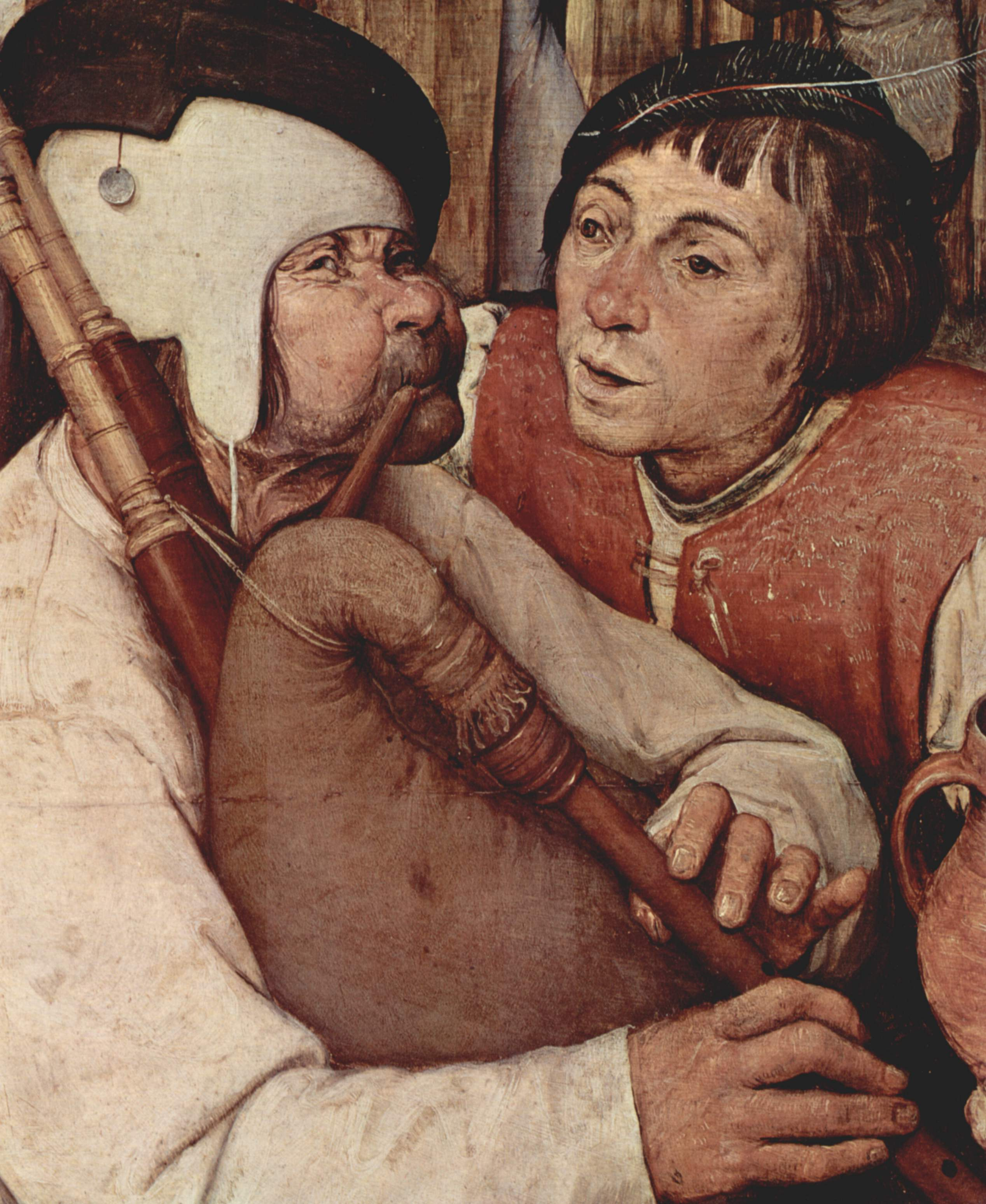
Id. Pieter Bruegel: Paraszttánc, részlet, 1568

A duda dallamsípján általában nem lehetséges az oktávátfúvás, ezért minden hang képzéséhez külön hanglyuk szükséges. Billentyűk alkalmazása nélkül – a kéz ujjainak véges száma miatt – ez nagyjából egy oktáv hangterjedelmet tesz lehetővé. Egyes dudákon, mint a musette vagy az uilleann pipe a zárt ujjazat, zárt billentyűzet révén az ambitus másfél, két oktávig is bővülhet.

### A dudamuzsika
A dudazene jellemző sajátossága a hosszan, megszakítás nélkül áradó, gazdagon díszített dallam, amit legtöbbször egy orgonapont-szerűen kitartott mély búgás, a burdonhang kísér. A dudahang tagolatlanságának oka, hogy a dallamsípot a legtöbb dudaféleségen lehetetlen elhallgattatni, így kizárólag szünet nélküli legato előadásmódra képes. A monotonitást fokozza az a tény is, hogy a szájjal megszólaltatott nádnyelves hangszerekkel ellentétben itt nem lehetséges a dinamikai fokozatok alkalmazása, mivel a szélnyomás megváltoztatása a hangmagasságra is hatással lenne. E hiányosságokat a zenészek előkék, trillák és más díszítések gazdag alkalmazásával próbálják kiküszöbölni. Ezek az improvizatív, hangsúlyt, artikulációt kifejező elemek nagyrészt az adott hangszer sajátos felépítéséből, jellegéből adódnak, hangszerspecifikusak. A duda repertoárját behatárolja viszonylag szűk, általában egy oktávnyi hangterjedelme is.

## Története

### Ókor

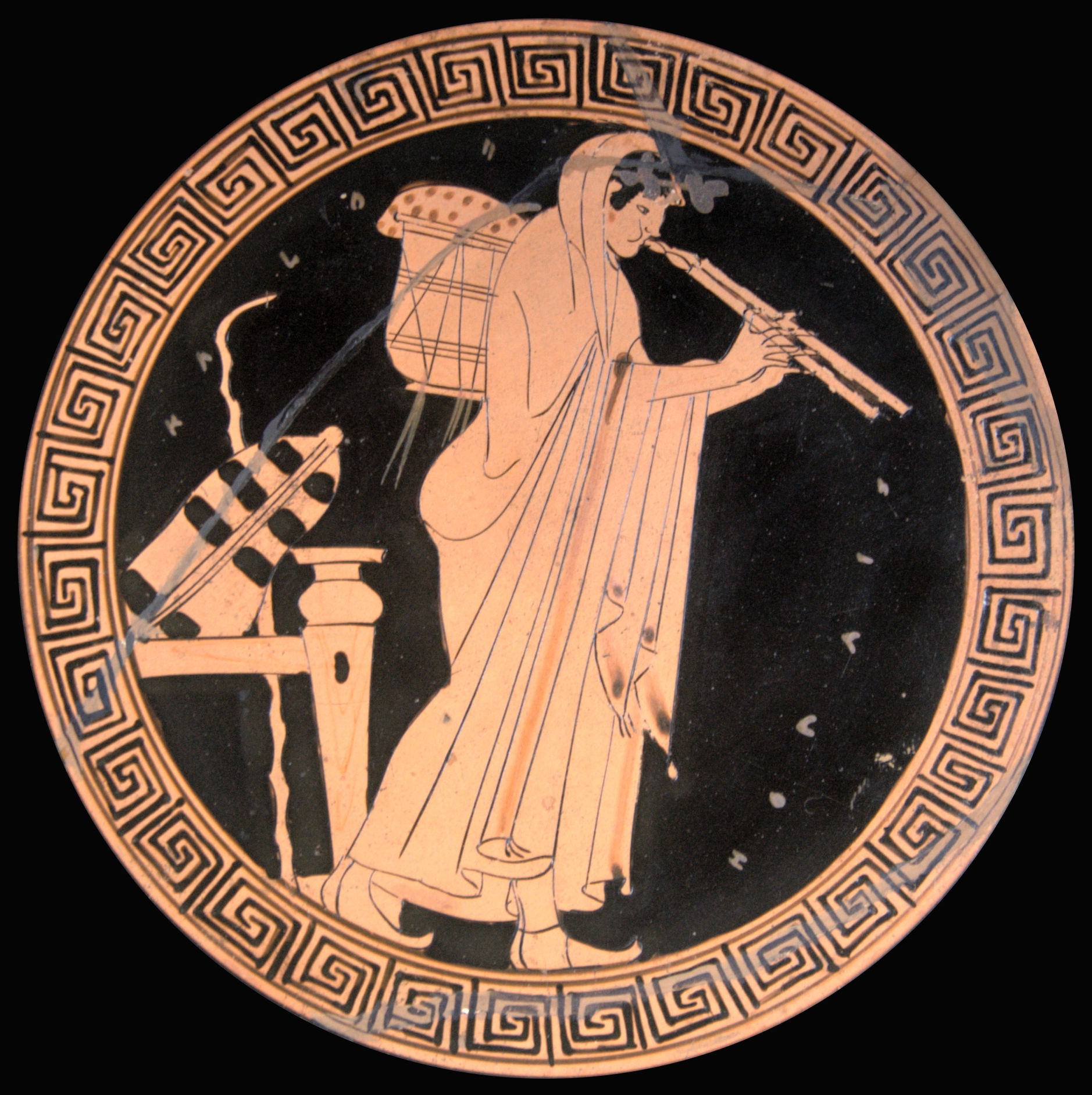
Ókori görög aulosz-játékos

Az ókori görögök aulosza egy legtöbbször párosan használt nádnyelves hangszer volt. Mai ismereteink szerint a zenészek – gyakran egy szájszorító pánt, a phorbeia segítségével – körlégzést alkalmazva szólaltatták meg, vagyis az orron át történő levegővétel ideje alatt a szájüregben tartalékolt levegőt használták fel a síp folytonos fúvására. Ezt a technikát az tette lehetővé és szükségessé, hogy az aulosz kettős nádsípjai nagyon kis mennyiségű, ugyanakkor nagy nyomású levegőt igényeltek. Ez a hangszer így megszólaltatva már bizonyos értelemben a duda működési elvét valósította meg, de itt még a szélnyomást állandósító tömlőt a zenész szájürege helyettesítette.
Bőrtömlőt ősidők óta használnak folyadékok, víz, bor, olaj tárolására és szállítására. Levegővel felfújt tömlőt az ókori hadseregekben alkalmaztak időnként a folyón való átkelés megkönnyítésére kezdetleges „úszógumi” gyanánt. Kalhuban (ma Nimrud) találtak olyan asszír domborművet a Kr. e. 800 körüli időszakból, amely ilyen célra használt tömlőt ábrázol, érdekes, hogy még egy befúvócső is felismerhető rajta, amin használója a levegőveszteséget tudta folytonosan pótolni.
Nem tudjuk, hogy a duda e két fő összetevőjének, a nádnyelves sípnak és a felfújt tömlőnek a találkozása hol és mikor következett be. A duda legkorábbi ábrázolásai a Kr. e. 1. századból, a hellénisztikus Egyiptomból ismertek. Suetonius  egy szövege arra utal, hogy Néró császár egyebek mellett a tibia utricularis nevű hangszeren is játszhatott, ami a duda római, antik változata volt (a tibia az aulosz latin megfelelője, a rómaiak nádnyelves hangszere volt, az utricularis az uter, 'tömlő' származéka). Az ókorban használatos dudákról semmilyen közelebbi ismeretünk nincs.

### Középkor
A korai középkorban chorus volt a neve egy egyszerű, valószínűleg burdon nélküli dudaféleségnek, erről az egykor Szent Jeromosnak tulajdonított Dardanus-levél a 9. századból ezt írja: „egy egyszerű bőrzsák két csővel a levegőnek, az egyiken befújva a másikon hangot ad ki.” Úgy tűnik, ekkorra már a duda antik változata feledésbe merült. Nem tisztázott, hogy a középkori Európa zenéjében hogyan bukkant fel, újra fel kellett-e találni, vagy sok más hangszerhez hasonlóan az arabok közvetítésével terjedt-e el.

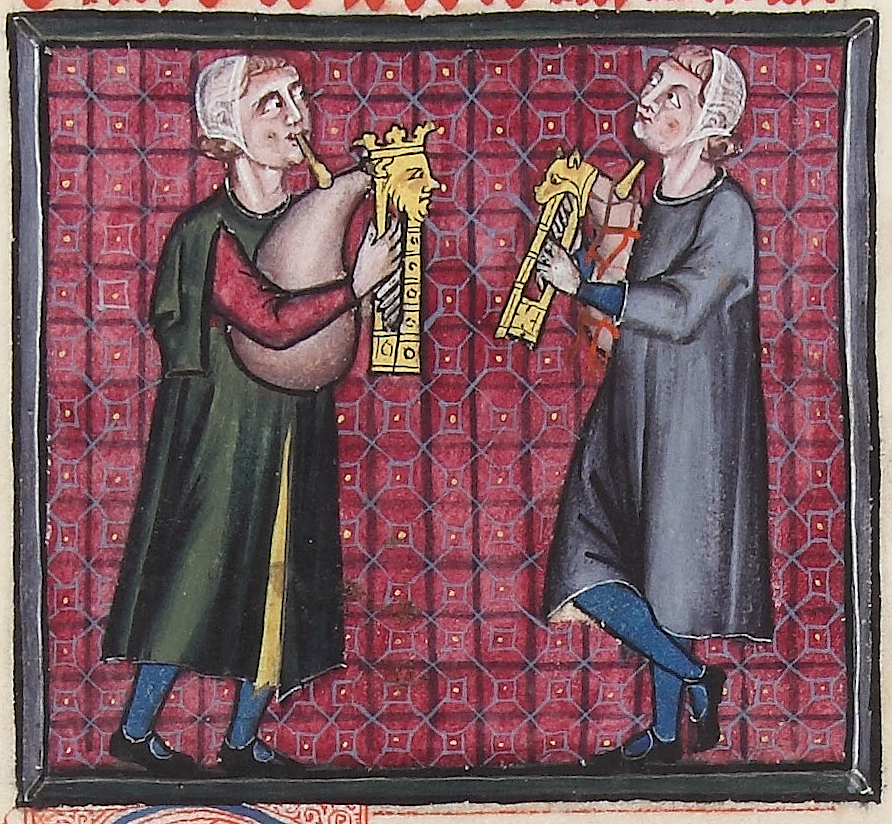
Dudások a Cantigas de Santa Maria kéziratból, 13. század

Akárhogy is, a 12. századtól kezdve nagyon sok dudaábrázolással találkozhatunk templomi szobrokon, kéziratok illuminációin. A 13. századi Spanyolországban, Kasztíliában keletkezett Cantigas de Santa Maria daloskönyv többfajta duda képét is tartalmazza. Ebben az időben a duda a hárfa mellett a legtöbbször ábrázolt hangszer volt, gyakran szerepel a kis Jézust imádó pásztorok hangszereként, falusi táncjelenetekben, de az udvari ceremóniák ábrázolásain is. Megbecsültségét mutatja, hogy az illuminátorok, festők sokszor angyalok kezébe adták.
A duda burdonkíséretes hangzása sok hasonlóságot mutat a tekerőlantéval, gyakran nevük is azonos (symphonia, samfonia, zampogna, vö. csimpolya), és a korszak vonós hangszerei, fidulái is folytonosan zengő burdonhúrral voltak felszerelve. A reneszánsz többszólamúsága viszont szakított ezzel a hangzásideállal, ettől kezdve ezek a hangszerek fokozatosan kiszorultak a műzenéből, népi hangszerként, koldushangszerként éltek tovább. A 15. század végétől kezdve ennek megfelelően a duda ábrázolása egyre többször pejoratív jelentésű, bár a pásztoridill kellékeként továbbra is jelen van, de máskor hol vaskos, groteszk falusi jelenetek szereplője, hol haláltánchoz játszik talpalávalót, vagy egyenesen az ördög hangszere.

### Barokk

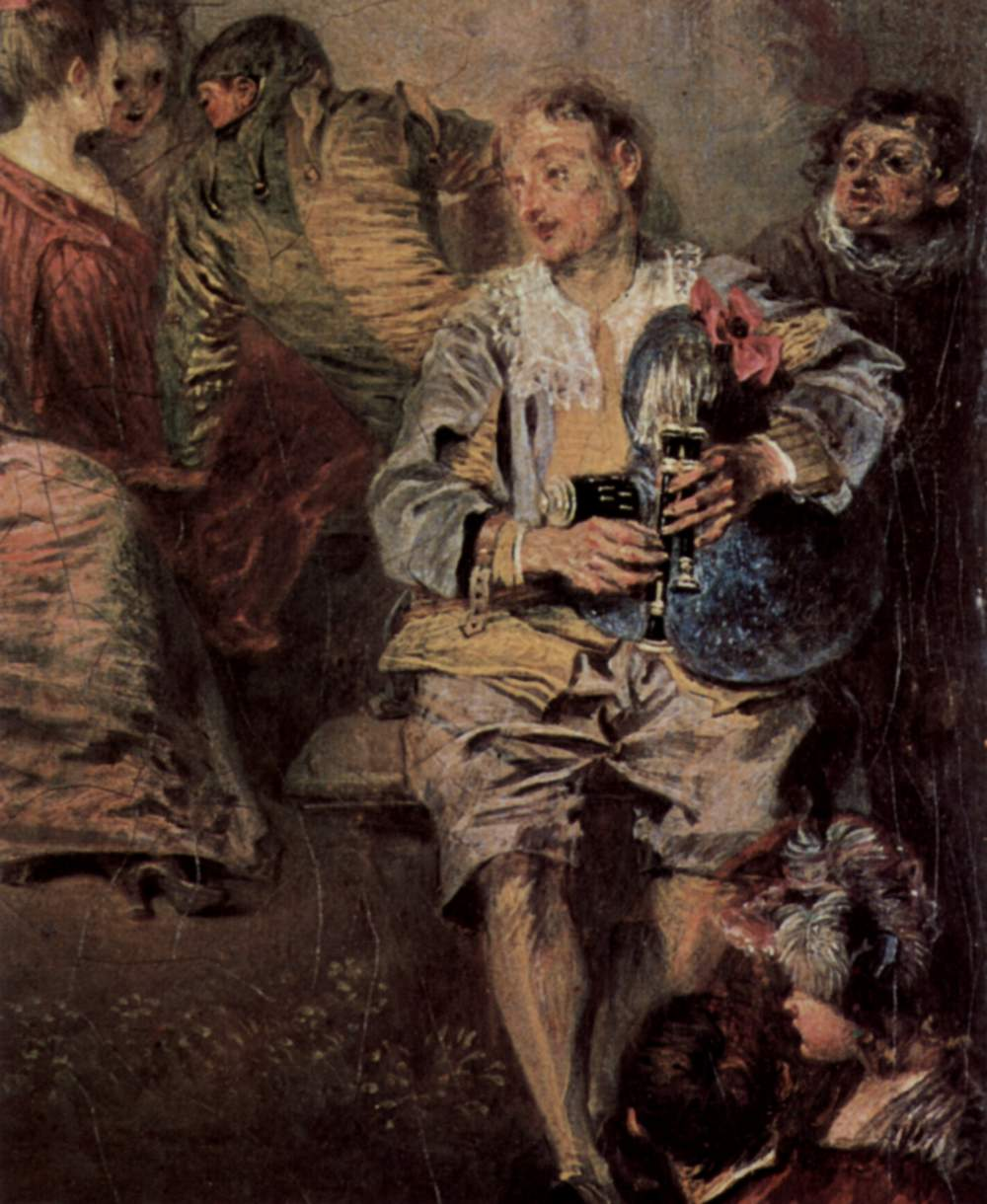
Musette Antoine Watteau Velencei karnevál című festményén (részlet, 1717.)

A 17. századtól kezdve már nem csak képi ábrázolásokból, de tudományos igényű leírásokból is tanulmányozhatjuk e hangszert. 1619-ben jelent meg Michael Praetorius De syntagma musicium – de organographia című műve, amely – többek között – hat különböző típusú dudát ír le. Marin Mersenne 1636-os Harmonie universelle című munkájában négyféle duda felépítését, hangterjedelmét, hangolását közli.
A 17. - 18. században a duda újból feltűnt a műzenében, a musette de cour („udvari musette”) francia udvari körök divatos hangszere lett. A gazdagon díszített, nemes anyagokból, elefántcsontból, ébenfából, drága szövetekből készült, fújtatóval ellátott kicsiny instrumentum műkedvelő arisztokraták és tanult zenészek kezében „árkádiai pásztorjátékok” zenei kíséretét szolgáltatta. Sok iskolát, átiratot, eredeti kompozíciót írtak ebben az időben musette-re, a korabeli operák, balettek pásztorjeleneteiben is megszólalt, többek között Jean-Philippe Rameau és Antonio Vivaldi műveiben is. A nagy francia forradalom véget vetett karrierjének, de tündöklése idején nagy hatással volt az európai dudák fejlődésére. A francia cabrette, a musette Béchonnet, a brit-szigeten a  northumbriai, a skóciai smallpipe, Írországban az uilleann pipe végső soron erre a hangszerre vezethető vissza.

### A 19. századtól napjainkig

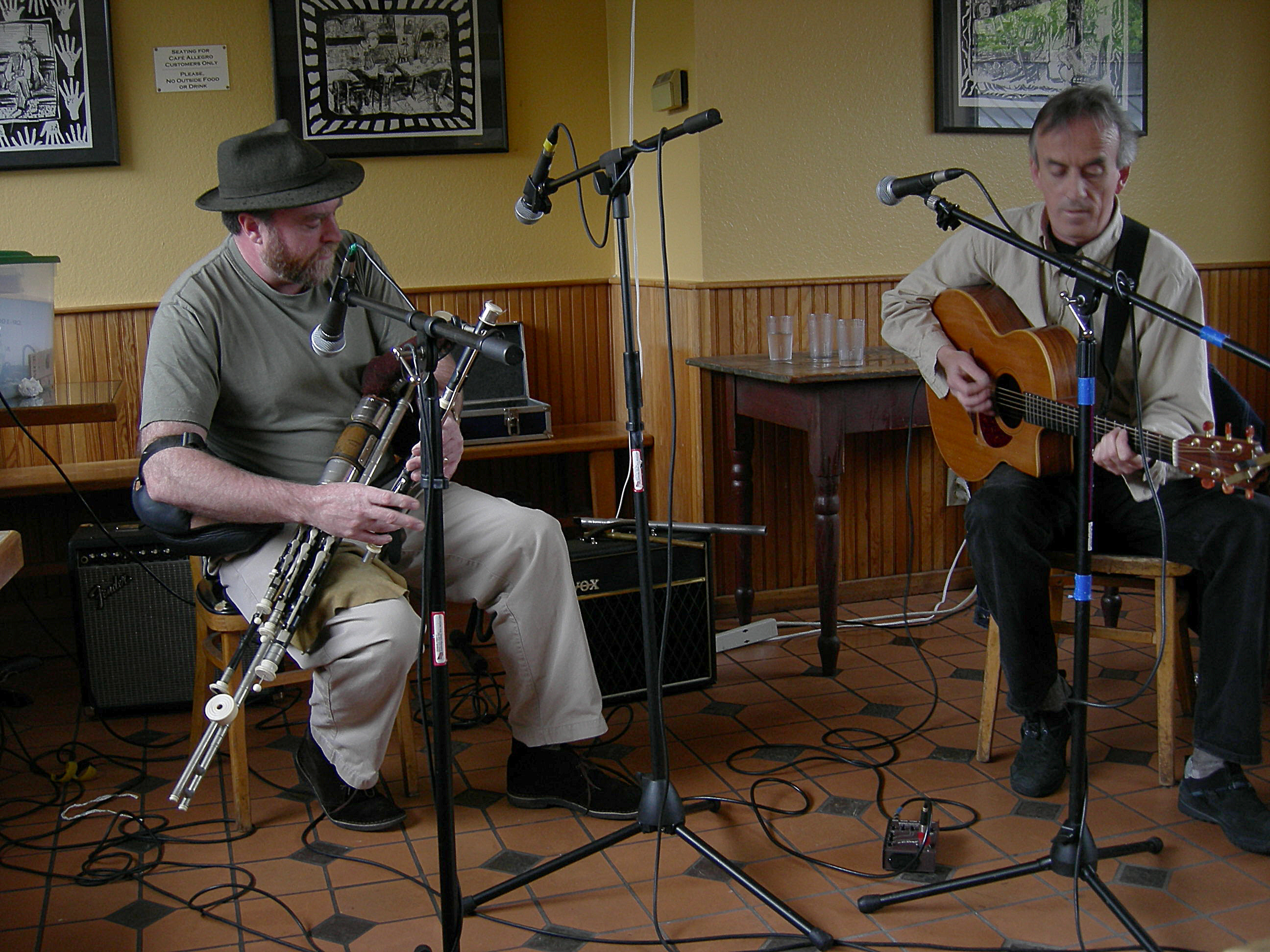
Ír duda napjainkban

A 19. század szellemi áramlatai, a nemzeti romantika, a népiesség, a nacionalizmus, regionalizmus elsősorban Európa nyugati felén az érdeklődést – más népi hangszerek mellett – újra a dudára irányították. Mivel ez a hangszer elkerülte az általános szabványosodásnak, uniformizálódásnak azt a folyamatát, amin legtöbb társa a reneszánsz korától kezdve végigment, megőrizte sokféleségét, változatai Európa térképén hasonló mintázatot alkottak, mint a nemzeti nyelvek, nyelvjárások. Ráadásul a duda képe mindig is a pásztorélethez, a falusi környezethez, a „néphez” kapcsolódott a köztudatban, így alkalmassá vált nemzeti, nemzetiségi, regionális identitások, azonosulások átélésére, kifejezésére. És valóban, ma is legtöbbünk számára a skót duda, a Great Highland Bagpipe sokkal inkább jelenik meg Skócia nemzeti jelképeként, mint mondjuk a skót nemzeti zászló.
A 20. század során a hagyományos falusi közösségek felbomlása, a közös szórakozás új színtereinek, eszközeinek megjelenése, a modern hangszerek tömeggyártása, a rádió, a hanglemezek elterjedése a duda jelentőségét háttérbe szorította. Az 1970-es években kezdődött Európa-szerte az a folyamat, amit Magyarországon táncházmozgalom névvel jelölnek, melynek során egy új generáció újra felfedezte, újra magáévá tette többek között ezt a nagy múltú hangszert is.

## Dudafélék

### Ibériai-félsziget
- A galíciai duda (gaita gallega) Galícia és Portugália területén található, egy oboaszerű dallamsípja és egy vagy több klarinétszerű burdonsípja van. A nagyobb burdonsíp két oktávval, a kisebb, ha van, egy oktávval van a dallamsíp alaphangja alá hangolva.[12]
- Az asztúriai duda (gaita asturiana) Asztúria területén honos, hasonló galíciai testvéréhez, de bővebb menzúrájú sípokkal rendelkezik.[13]

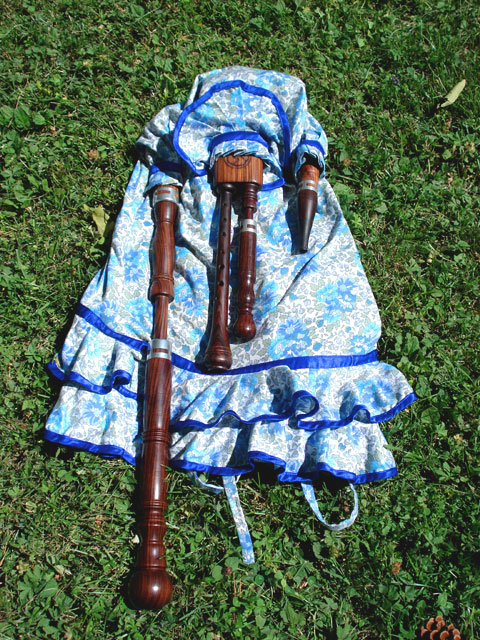
Gaita de boto, Aragónia

- A gaita de boto hazája Aragónia, egy oboaszerű dallamsípja, két burdonsípja van egy, illetve két oktávval a dallamsíp alaphangja alá hangolva. A kisebb burdonsíp a dallamsíppal párhuzamosan áll, vele együtt van a tömlőhöz csatlakoztatva. A nagyobb burdonsíp úgy van beépítve, hogy játék közben nem a váll fölött hátravetve, hanem a játékos jobb karja alatt van. A sípok néha kígyóbőrrel borítottak. A nagy méretű, egészben lenyúzott tömlőt sokszor a kislányok ruhájához hasonló öltözetbe bújtatják. Alaphangja c'.
- A portugál duda (gaita transmontana, gaita de fole) Portugália északi részén és a szomszédos spanyol területeken fordul elő. Egy oboaszerű dallamsípja, egy burdonsípja van, ami a dallamsíp alaphangja alatt két oktávval szól.[14]
- A sac de gemecs Katalónia dudája, egyéb elnevezései: cabreta, museta, coixinera. Oboaszerű dallamsípja, három közös tőről kiinduló burdonsípja van, egy oktávval, egy oktávval és egy kvarttal, illetve két oktávval a dallamsíp alaphangja alá hangolva. Hangolása c'.[15]
- A xeremía Mallorca szigetén honos, oboaszerű dallamsípja van, egy nagy és két kisebb burdonsípja közül gyakran csak a nagy szól, a többi csak dísz. A katalán duda rokona.[16]

### Franciaország
- A biniou kozh („régi duda”) Bretagne hagyományos dudája. Oboaszerű dallamsípja, annak alaphangja alatt két oktávval búgó burdonsípja van. Mindig együtt szólal meg a bombarde nevű breton oboaféleséggel. A 20. század elején szinte teljesen feledésbe merült, az 1970-es évek óta éli reneszánszát.[17]
- A biniou braz („nagy duda”) a 19. század végén jelent meg Bretagne-ban, azonos a nagy skót dudával (Great Highland Bagpipe). A második világháború után a skót katonai dudazenekarok mintájára itt is létrejöttek hasonló együttesek, bagad-ok.
- A bodega vagy craba dél-Franciaországban, Languedoc vidékén, a hagyományos okcitán nyelvterületen található nagyméretű duda. Egészben lenyúzott kecske- vagy báránybőr tömlője van oboaszerű dallamsíppal, a játékos válla fölött hátra nyúló hosszú burdonsíppal, ami két oktávval szól a dallamsíp alaphangja alatt.[18]

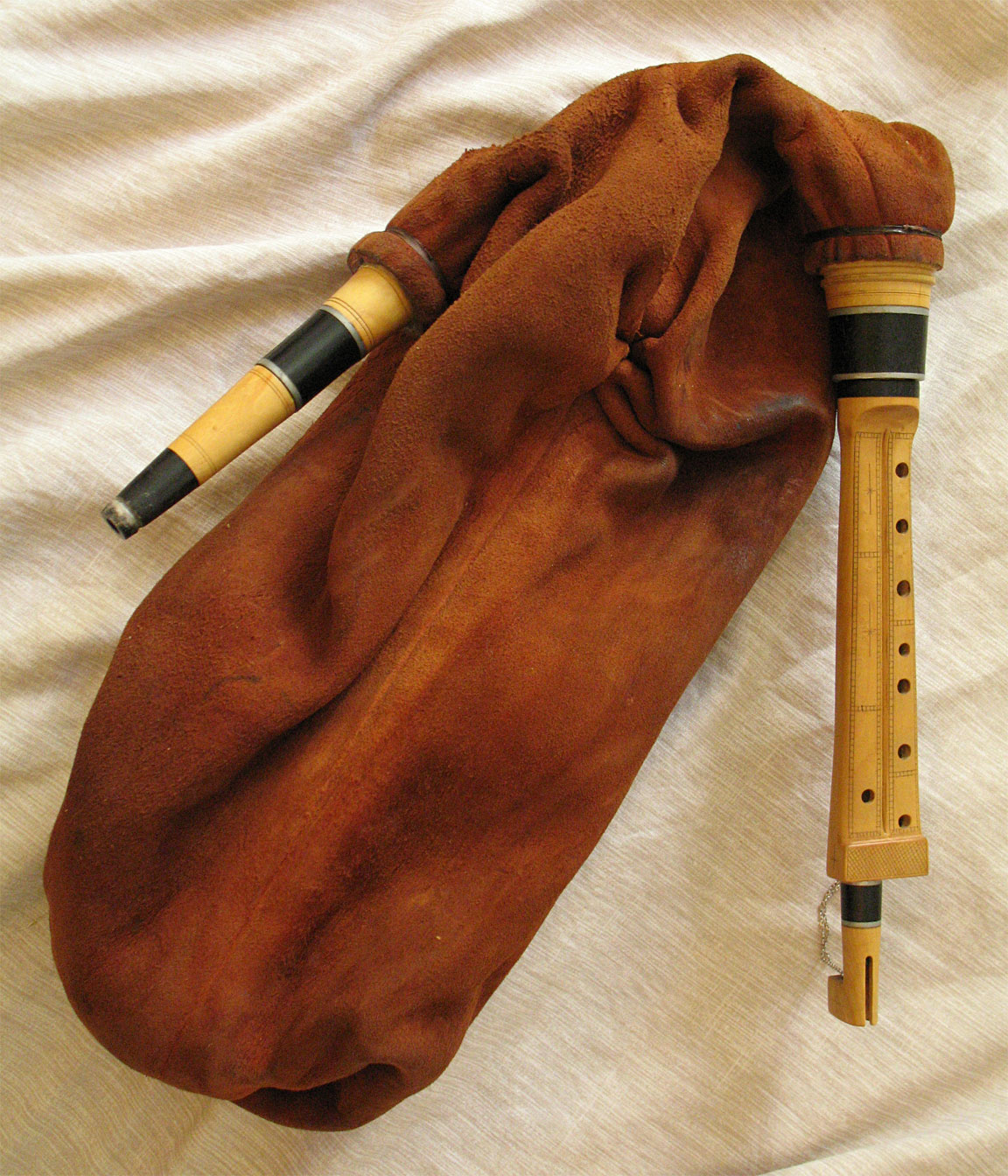
Boha, Gascogne

- A boha (kiejtése kb. bu-ő) vagy cornemuse landaise, chalemina, bohica, bohaussac Gascogne vidékére jellemző dudaféle. Tömlője kifordított kecskebőr, a szőrök befelé állnak. Érdekessége, hogy felépítése jelentősen eltér a nyugati típusú dudákétól, viszont nagyon hasonlít a magyar dudára. Egy tömbbe integrált dallam- és burdonsípja van, hasonlóan a magyar duda prím és kontrasípjához, a burdonsíp hangmagassága is hasonlóan variálható. Mindkét síp egynyelves nádsíppal, hengeres furattal rendelkezik, mint a keleti dudák, köztük a magyar is. A 20. század elejétől feledésbe merült, az 1970-es évek folklór-mozgalma fedezte fel újra.
- A musette de cour a barokk korszak divatos, arisztokratikus hangszere volt, az elsők között alkalmazott fújtatót a levegőpótláshoz. Kifejlett formájában két duplanádas dallamjátszó sípja van, egy nagyobb, hengeres furatú, és egy kisebb, zárt üreggel, zárt billentyűzettel, amely csak egy-egy billentyű lenyomásakor szólal meg. A két síp együttes hangterjedelme másfél oktáv, a kromatikus hangok is elérhetők. Négy vagy több állítható hangmagasságú burdonsípja van, ezek a racketthez hasonló módon többszörösen összehajtogatva egy rövid, vaskos hengerben foglalnak helyet.[19]
- A cabrette a 19. században, Párizsban, az Auvergne-i bevándorlók közösségében jött létre, utána terjedt el Auvergne-ben. Kisméretű tömlője, oboaszerű dallamsípja van. A burdon a dallamsíppal jellegzetes módon egybe van építve, a kettő együtt cserélhető a játszott hangnemnek megfelelően. A g' alaphangú dallamsípon általában g' vagy c" alapú dúr vagy moll hangsorokat játszanak, hangterjedelme egy oktáv meg egy terc. Ehhez g' hangolású burdonsíp tartozik, de ezt ritkán használják.[20]

### Nagy-Britannia

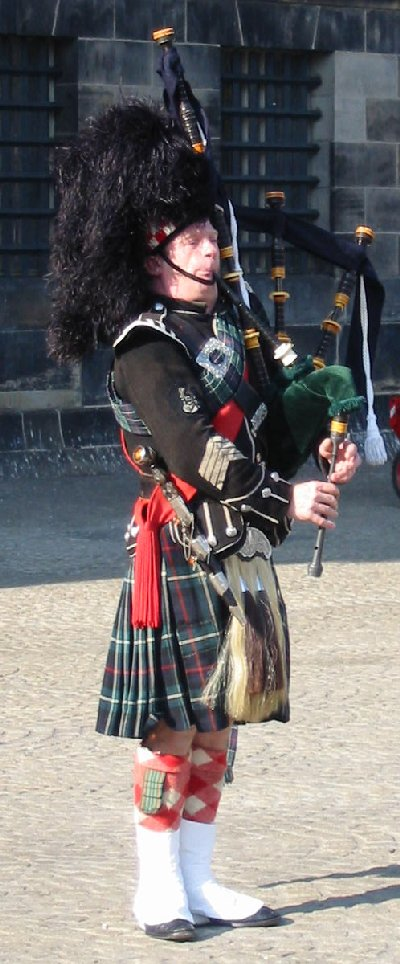
Skót dudás

- A nagy skót duda vagy Great Highland Bagpipe (gael: A' Phìob Mhòr) talán a legismertebb dudaféleség világszerte. Egy oboaszerű dallamsípja, három burdonsípja van, a nagyobb (basszus) két oktávval, a két kisebb (tenor) egyformán egy oktávval szól a dallamsíp alaphangja alatt. Nagy hangerejű hangszer, szólóban és többedmagában is használatos. A történelem során hadihangszerként, napjainkban gyakran katonai ceremóniákon szerepel. A világon mindenütt megtalálható, elsősorban olyan területeken, ahol számos skót vagy ír bevándorló él, vagy ami valaha a brit birodalom része volt.
- A border pipe vagy Lowland Bagpipe, half-long pipe a nagy skót duda közeli rokona. Oboaszerű dallamsípja, három közös lábra épült burdonsípja van. Fújtatóval szólaltatják meg.[21]
- A northumbrian smallpipe északkelet-angliai, fújtatóval megszólaltatott duda. Szűk menzúrájú, hengeres furatú dallamsípja kettős nádnyelvvel működik, halk, lágy hangja van. Érdekessége, hogy zárt síp, zárt ujjazattal vagy zárt billentyűzettel, ezért hangja a legtöbb dudaféleséggel ellentétben elhallgattatható, tehát staccato játékmódra is alkalmas. Mai változatain billentyűzet van, hangterjedelme akár két oktávig terjedhet. Mivel az oktávátfúvás nem lehetséges, minden hangnak külön billentyű felel meg, számuk két oktávra 17 is lehet. Általában négy, az adott hangnemnek megfelelően beállítható hangmagasságú burdonsípja van.[22][23]
- A scottish smallpipe fiatal hangszer, a northumbrian smallpipe-ból alakult ki, ahhoz hasonló, de a nagy skót dudának megfelelő, nyitott ujjazata van. A skót dudások második hangszernek használják.

### Írország
- A Great Irish Warpipe (ír: píob mhór) megfelel a nagy skót dudának, annak egy archaikusabb formáját őrzi, csak egy basszus és egy tenor burdonsípja van.
- Az uilleann pipe vagy union pipe a földkerekség legbonyolultabb, legtöbb zenei lehetőséget kínáló dudája. Tömlőjét a zenész felkarja alá rögzített fújtató táplálja. Oboaszerű dallamsípjának lágy hangja, széles, két oktávnyi hangterjedelme van, a kromatikus hangok is elérhetők rajta. Zárt ujjazata, billentyűzete révén egyike azon ritka dudáknak, melyek hangja elhallgattatható, staccato játékra is alkalmas, a dallamsíp végének zárásához az ülő zenész a lábát veszi igénybe. Három különböző oktávra hangolt burdonsípja van. A hangszer különlegességei a regulátorok, ezek zárt végű, zárt billentyűzettel ellátott burdonszerű sípok, melyekkel hármashangzatokat, ritmuskíséretet lehet előállítani.[24]

### Itália

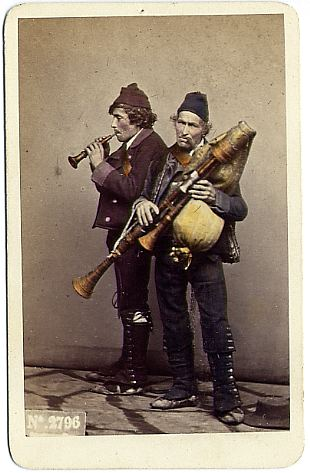
Piffero és gran zampogna

- A zampogna (neve a görög symphonia szóval függ össze) sokféle olasz dudaféle elnevezése. Két különbözően hangolt dallamsípja, leggyakrabban két burdonsípja van, az összes egyazon lábra szerelve. A hangszer típusától függően a dallamsípok és a burdonsípok is lehetnek szimpla- vagy duplanádasak. A tömlő hagyományosan egészben lenyúzott szőrös kecske- vagy báránybőr, kifordítva, hogy a szőrök befelé álljanak. A sípláb a nyak csonkjára épül. A két dallamsíp hangsora eltérő kezdőhangról indul, gyakran tercelve, vagy szext-párhuzamot képezve játszanak rajtuk, vagy a mélyebb dallamsíp a magasabbon játszott dallamot kíséri. A zampognára jellemző, hogy a burdonsípok közül a kisebb a magasabb hangú dallamsíp alaphangjának kvintjén, a nagyobb az alatt egy oktávval szól. Ez lehetővé teszi az egymást váltogató tonika és domináns akkordokra épülő dallamok előadását. A zampogna gyakran játszik együtt a piffero nevű kis oboaszerű fúvóshangszerrel.
  - A zampogna di Scapoli Molise régiójából származik, napjaink legelterjedtebb zampogna-féléje, hála a már-már feledésbe merült hangszer felélesztésére szerveződött mozgalomnak. Oboaszerű dallamsípjai és burdonsípjai vannak, jellemző alaphangja g'.[25]
  - A gran zampogna Campania régiójára jellemző, a legnagyobb méretű dudák egyike. Dallamsípjai oboaszerűek, burdonsípjai is kettős nádnyelvvel szólalnak meg, de gyakran hengeres furatúak. Jellemző hangolása c'.[26]
  - A surdulina Calabria hangszere. Ez is a zampognákhoz hasonló felépítésű, de klarinétszerű, egynyelves nádsíppal, hengeres furattal épült dallam- és burdonsípjai keleti hatást mutatnak. Jellemző alaphangja esz'.[27]
  - A ciaramedda vagy ciaramella Szicíliában található. Dallam- és burdonsípjai egynyelves nádsíppal, de kúpos furattal épülnek fel. A zampognák közül a legnagyobb hangterjedelmű, jellemző alaphangja g'.[28]
- A müsa vagy müsa appenninica észak-Olaszország egyes területein volt elterjedve, mint a piffero kísérőhangszere. A zampognáktól eltérően csak egy oboaszerű dallamsípja, egyetlen klarinétszerű burdonsípja van, felépítése a nyugat-európai dudákhoz hasonló. A burdon egy oktávval, vagy egy hanglyuk megnyitásával egy kvarttal szól a dallamsíp alaphangja alatt. Alaphangja g' körüli.
- A piva vagy piva emiliana szintén észak-Olaszország egyes területein volt használatos, a müsától abban tér el, hogy két klarinétszerű burdonsípja van, az egyik egy, a másik két oktávval a dallamsíp alaphangja alá hangolva.

### Keleti típusok

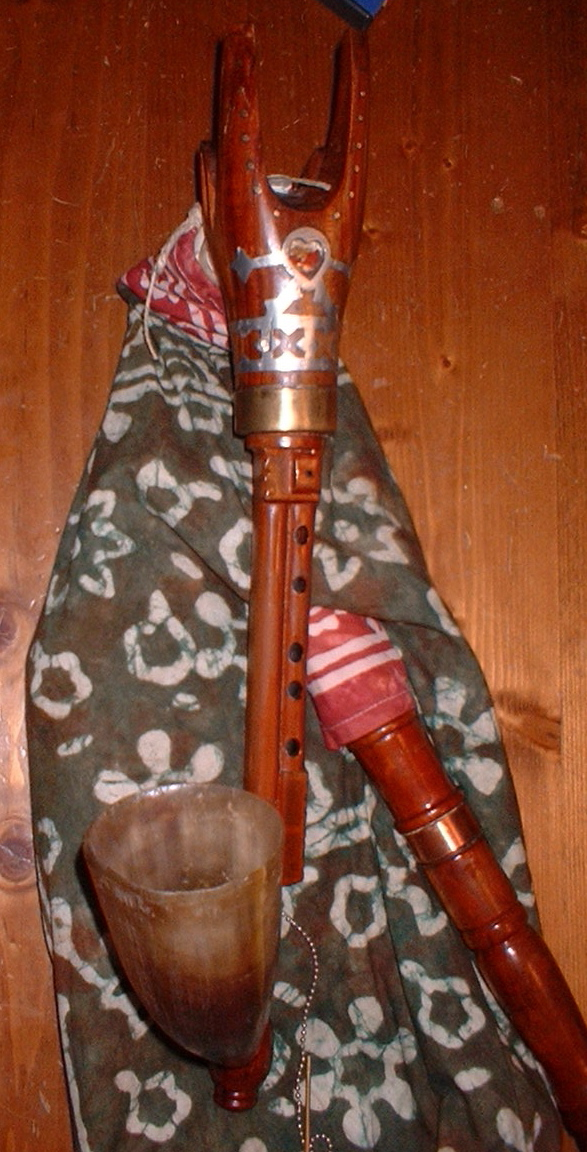
Magyar kontrasípos duda

- A kontrasípos duda vagy tiliduda, gajd, tömlősíp, bőrduda az egész Kárpát-medencében elterjedt. Tömlője leginkább kecske- vagy kutyabőrből[29] készül, a sípok, az emlő vagy höppentyű az egészben, „tömlőre” lenyúzott bőr természetes nyílásaihoz csatlakoznak. A jobb első lábcsonkba a duda emlőjét vagy fújtatóját, a bal lábcsonkba a duda burdonsípját, a bordót, a nyaki nyílásba pedig a kecske-, kos- vagy emberfej formájú dudafejet illesztik. A dudafejhez csatlakozik a magyar duda sajátos sípszárja, a billegető. Ez kettős hengeres furattal rendelkezik, az egyiken, a prímen öt felső lyuk és egy hüvelyklyuk található, a másikon, a kontrasípon csak egy. A kontrasíp végéhez toldalék van csapolva, neve pipa, pipka vagy csikó. A magyar duda egynyelvű nádsípokkal működik. A dallamsíp, a prím hangterjedelme egy oktáv, alaphangja a' körül van, a bordó ez alatt két oktávval szól. A kontrasíp nyitva a dallamsíp alaphangján, befogott lyukkal egy kvarttal mélyebben szól. A magyar duda dallamsípján sok más kelet-európai dudához hasonlóan bolhalyuk is található, melynek megnyitásával egyes hangok félhanggal felfelé módosíthatók.[30]
- A säckpipa, a svéd duda szintén a dudák kelet-európai típusához tartozik. Kisméretű tömlője van, dallamsípja és egyetlen burdonsípja egyaránt egynyelvű nádsíp hengeres furattal, a burdon a dallamsíp alaphangján szól. A 20. század elején már feledésbe merült, múzeumokban mindössze tíz példánya maradt fenn. Napjainkban reneszánszát éli a svéd folk-zenekarokban.
- A gaida a Balkán-félszigeten elterjedt dudafélék elnevezése. A dallamsípja egyszerű nádnyelves, legtöbbször hengeres furattal, gyakran bolhalyuk is van rajta. Egy burdonsípja van, a dallamsíp alaphangja alatt egy oktávval szól. A gaida Romániai megfelelőjének neve cimpoi, csimpolya.
- A tulum Északkelet-Törökországban, a Fekete-tenger vidékén használt duda. Kettős furatú dallamsípja van egynyelvű nádsíppal, hengeres furattal, öt-öt hanglyukkal, a két sípot uniszónóban szólaltatják meg. Burdonsípja nincs.
- A diple a tulumhoz hasonló felépítésű, Horvátországban, Dalmáciában használt duda. Kettős, hengeres furatú sípszárai közül az egyiken hat, a másikon két-három lyuk van. Burdonsípja nincs.
- A tsabouna Görögország kettős dallamsípos dudája. Nádból készült párhuzamos sípszárain négy-négy hanglyuk van. Burdonsípja nincs.
- A mezued vagy zukra tunéziai kettős dallamsípos duda. Nádból készült párhuzamos sípszárain négy-négy hanglyuk van, végükön egy-egy szarutölcsér. Burdonsípja nincs.
- A ney-haban Iránban található. Két párhuzamos, szarutölcsérben végződő dallamsípja van hat-hat hanglyukkal, burdonsíp nélkül. Legmélyebb hangja esz' körüli.

## A duda és a komolyzene
A barokk zenében, elsősorban Franciaországban születtek átiratok, szólamok, zeneművek dudára, annak korabeli kifinomult változatára, a musette de courra. A zenetörténet e korszakán azonban maradandóbb nyomot hagyott a duda hangzásának zenekari eszközökkel vagy orgonán való imitálása. A barokk pastorale vagy pastorella zenei műfaja az advent idején betlehemi pásztorokként Rómába zarándokoló itáliai síposok, pifferari hangzásvilágát idézi meg, akik zampognán és pifferón adták elő burdonkíséretes, tercelő dallamaikat hatnyolcados, vagy azzal rokon ritmusban.
Johann Sebastian Bach több művében is felbukkan ez a zenei zsáner, legmarkánsabban az F-dúr pastoraléban (BWV 590), különösen annak első tételében. A Karácsonyi oratórium második kantátájának Sinfonia tételében Bach többféle hangolású oboaféle megszólaltatásával, Händel Messiás című oratóriumának pifa (pastoral symphony) tételében vonósok segítségével teremt dudaszerű hangzást, így mutatva be a bibliai pásztorok imádását. (Bach és Händel dudazenét utánzó tételeire ennek megfelelően a sinfonia illetve a symphony megjelölés nyilván nem is zenei műformára, hanem a duda egy középkori elnevezésére utalhat.) Antonio Vivaldi négy évszakából a tavasz III. (Danza pastorale) tételében viszont a dudaszó felidézése profánabb: a természet közelében élő ember egyszerű, önfeledt örömét jeleníti meg.

### Dudát idéző zeneművek
- J. S. Bach: F-dúr pastorale (BWV 590)
- J. S. Bach: In dulci jubilo (BWV 751)
- J. S. Bach: Karácsonyi oratórium (BWV 248), Sinfonia
- Domenico Zipoli: Pastorale[36]
- Händel: Messiás (HWV 56), Pifa (Pastoral Symphony)
- Vivaldi: A négy évszak, tavasz, Danza pastorale
- Bartók: Szabadban, Musettes

## A duda és a könnyűzene
Napjainkban könnyűzenei, elsősorban nemzeti és folk-rock zenekarok is használnak dudát. Külföldön többek között a Dropkick Murphys, Magyarországon a Niburta, Romantikus Erőszak és Zuboly számos dalában fordul elő.

## Dudával kapcsolatos szólások
- Úgy jóllakott, mint a duda: pukkadásig jóllakott.
- A kövér, pufók képű gyermek olyan, mint a duda.
- Két dudás nem fér meg egy csárdában: egyazon helyen vezető szerepre vágyó két ember nemigen tud egymással kijönni.
- Megtanít valakit kesztyűbe dudálni: erélyes eszközökkel, büntetéssel móresre tanít, ellátja a baját.
- Vígan dudál a portugál: gyanútlan, úgy véli, nem kell tartani semmitől.
- A felfuvalkodott, gőgös ember felfújja magát, mint a duda.
- Tele van szóval, mint a duda széllel: összevissza fecseg.
- Csak dudából hallotta: hazugság, mesebeszéd, amit mond.
- Egy duda mellett sok jó táncolhat: sokan tevékenykedhetnek együtt, ha van egyetértés.
- Könnyű a dudát felfújni, de nehéz billegtetni: nehezebb valamit megvalósítani, mint nagy garral beharangozni.
- Dudás lesz a pokolban az az alacsony termetű férfi, aki magas nőt vesz feleségül.
- Amint dudálnak, úgy táncolj: azt tedd, amit parancsolnak.
- Összemegy, mint a dudás szája.[37]

### A világ dudáiról
- Duda ikonográfia
- A duda Skóciában (angolul)
- A musette de cour (angolul)
- A gaita de boto (spanyolul)
- A duda világa (portugál nyelven)
- Egy blog a világ dudáiról, sok képpel Archiválva 2008. január 10-i dátummal a Wayback Machine-ben
- Kozák József: A bőrduda Európában; Vácduka, szerzői, 2020

### A magyar dudáról
- A Magyar Néprajzi Lexikon szócikke
- A dudáról a Magyar Dudazenekar honlapján

### Hangzóanyag
- Karácsonyi dalok Zampognán
- A Magyar Dudazenekar felvétele
- Pál Pista bácsi Csoóri Sándorral